# Centauro (torpediniera)
La Centauro è stata una torpediniera della Regia Marina.

## Storia
Nel 1937 la nave fu operativa nel Canale di Sicilia.
All'ingresso dell'Italia nella seconda guerra mondiale la Centauro faceva parte della XI Squadriglia Torpediniere di base a Tripoli, che formava unitamente alle gemelle Cigno, Castore e Climene. Fin dall'inizio della guerra la nave fu impiegata principalmente in compiti di scorta convogli da e per la Libia e lungo le coste di Cirenaica e Tripolitania.
Alle 9.15 del 21 luglio 1940 la torpediniera salpò da Bengasi di scorta all'incrociatore leggero Bande Nere, ma poco più tardi fu colta da un'avaria al timone; dopo aver effettuato le riparazioni sotto la protezione del Bande Nere, che incrociava attorno all'unità guasta, entrambe le navi proseguirono per Tripoli, ove giunsero alle 18.52 del 22.
Dal 29 al 31 luglio la Centauro e le gemelle Circe, Clio e Climene scortarono da Napoli a Messina e quindi (con il rinforzo delle torpediniere Airone, Alcione, Ariel ed Aretusa) a Bengasi, nell'ambito dell'operazione «Trasporto Veloce Lento», un convoglio formato dal trasporto truppe Marco Polo e dagli incrociatori ausiliari Città di Palermo e Città di Napoli.
L'11 gennaio 1941 la Centauro salpò da Tripoli per scortare a Bengasi la motonave Città di Messina, ma quattro giorni dopo, alle due del pomeriggio, quest'ultima venne silurata ed affondata nel punto 32°59' N e 14°11' E (al largo di Misurata) dal sommergibile britannico Regent; la torpediniera, dopo aver evitato altri siluri lanciati contro di essa, provvide al salvataggio di 166 naufraghi. Sulla motonave silurata vi era una parte del personale del 14º Stormo che rientrava in Italia e di cui morirono un Sottufficiale e 152 Avieri e parte del personale della 90ª Squadriglia.
Il 1º febbraio Cigno e Centauro lasciarono Bengasi per scortare a Tripoli i piroscafi Multedo, Giovinezza ed Utilitas. Il 3 febbraio il sommergibile HMS Truant attaccò il convoglio con tre siluri lanciati contro l’Utilitas ed il Giovinezza, che vennero però mancati, mentre sulla perdita del Multedo non vi è certezza se fu silurato dal Truant o se sia invece affondato per altre cause.
Il 12 febbraio il convoglio che la Centauro stava scortando, composto dai mercantili Tembien, Mauly e Leverkusen, venne attaccato dal sommergibile HMS Utmost in posizione 35°41' N e 23°01' E; il risultato dell'attacco fu il danneggiamento del Mauly.
Il 10 marzo la Centauro e la gemella Clio partirono da Tripoli e vennero incontro a due convogli (trasporti Ankara, Marburg, Kybfels e Reichenfels scortati dai cacciatorpediniere Vivaldi, da Noli, Malocello, Folgore e Lampo; motonavi Andrea Gritti e Sebastiano Venier scortate dalle torpediniere Alcione, Pallade e Polluce).
Nei giorni successivi al 16 aprile la torpediniera partecipò con numerose altre unità alle operazioni di soccorso dei naufraghi del convoglio Tarigo, distrutto da cacciatorpediniere inglesi dopo un violento combattimento: su circa 3000 persone a bordo delle navi affondate, i superstiti risultarono essere in tutto 1248.
Dal 5 al 7 maggio l'unità scortò, insieme ai cacciatorpediniere Fulmine ed Euro ed alle torpediniere Cigno, Orsa, Procione e Perseo, un convoglio composto dai piroscafi Marburg, Kybfels, Rialto, Reichenfels e Marco Polo sulla rotta da Tripoli a Palermo.
Nel corso del 1941 le scarsamente efficienti mitragliere da 13,2 mm vennero sbarcate e sostituite da 6-10 armi da 20/65 mm, di maggiore efficacia.
Dal 16 al 18 luglio di quell'anno la Centauro scortò (insieme ai cacciatorpediniere Gioberti, Geniere, Lanciere ed Oriani) un convoglio composto dai trasporti truppe Marco Polo, Neptunia ed Oceania sulla rotta Taranto-Tripoli (vi era anche una scorta indiretta assicurata dagli incrociatori Trieste e Bolzano e dai cacciatorpediniere Carabiniere, Ascari e Corazziere): tutte le navi giunsero a destinazione indenni, evitando anche un attacco del sommergibile HMS Unbeaten diretto contro l’Oceania.
Dal 19 al 22 luglio la nave, insieme alla vecchia torpediniera Montanari, scortò da Tripoli a Palermo la nave cisterna Panuco.
Il 4 settembre 1941 la Centauro e la Pallade salparono da Tripoli per scortare a Bengasi i piroscafi Sirena, Sparviero ed Imperia, ma l'indomani la Pallade fu inviata altrove lasciando la sola Centauro a protezione dei tre mercantili. Il 7 settembre, in seguito ad attacco da parte del sommergibile HMS Thunderbolt, il Sirena venne affondato una cinquantina di miglia ad ovest di Bengasi.
Pochi giorni dopo la Centauro e la Polluce rilevarono a Messina la vecchia torpediniera Fabrizi nella scorta dei mercantili tedeschi Livorno e Spezia diretti a Bengasi. L'11 settembre l'HMS Thunderbolt attaccò il convoglio al largo di Bougie e colpì il Livorno che affondò nel punto 31°58' N e 19°23' E, mentre le altre navi giunsero a destinazione in giornata.
Il 18 novembre il convoglio che la Centauro stava scortando venne attaccato da aerosiluranti britannici: la reazione della torpediniera riuscì ad abbattere ben tre aerei nemici.
Il 23 novembre la torpediniera lasciò Tripoli insieme al cacciatorpediniere Sebenico per fornire scorta, nell'ultimo tratto di navigazione, alla moderna motonave Fabio Filzi proveniente da Trapani con la scorta dei cacciatorpediniere Saetta ed Usodimare.
Alle 17.40 del 13 dicembre salpò da Taranto insieme alle corazzate Littorio e Vittorio Veneto, ai cacciatorpediniere Granatiere, Bersagliere, Fuciliere ed Alpino ed alla torpediniera Clio (formazione poi rinforzata con l'invio dei cacciatorpediniere Vivaldi, Malocello, da Recco, da Noli e Zeno) fungere da forza di copertura dell'operazione «M 41» (tre convogli per la Libia composti da 6 mercantili, 5 cacciatorpediniere ed una torpediniera), che però fu funestata dagli attacchi sottomarini, che affondarono due trasporti (il Fabio Filzi ed il Carlo del Greco) e danneggiarono seriamente la corazzata Vittorio Veneto.
Il 20 giugno 1942 la Centauro salpò da Napoli insieme ai cacciatorpediniere Da Recco e Strale per scortare a Tripoli la motonave Pilo ed il piroscafo Reichenfels (con un carico totale di 290 uomini, 4 carri armati, 376 automezzi, 638 t di combustibili, 7117 t di altri rifornimenti). Nella notte successiva lo Strale, che aveva problemi a mantenere la rotta ed a restare in formazione, andò ad incagliarsi nei pressi di Ras el Amar, riportando gravi danni. Su ordine del caposcorta Cocchia, imbarcato sul Da Recco, la Centauro venne distaccata a fornire assistenza all'unità incagliata. Una volta giunta sul luogo, ad ogni modo, la torpediniera non poté che constatare l'irreparabilità dei danni riportati dal cacciatorpediniere e se ne andò dopo averne preso a bordo l'equipaggio.
Il 17 ottobre la torpediniera prese il mare da Napoli per scortare a Tripoli, insieme ai cacciatorpediniere Ascari, Da Noli, da Verrazzano, Oriani e Gioberti, il convoglio «C» (piroscafi Saturno, Beppe, Titania, Capo Orso): alle 8.40 del 19 ottobre il sommergibile britannico Utmost attaccò il convoglio, senza però riuscire a colpire nessuna nave con i propri siluri.
Il 4 novembre 1942 la Centauro era ormeggiata nel porto di Bengasi (di lì a due settimane occupata dalle forze britanniche), quando, durante un'incursione aerea angloamericana, venne ripetutamente colpita da alcune bombe e, incendiatasi, affondò nelle acque del porto.

Comandanti
Tenente di vascello Renato Lo Monaco (nato a Napoli il 4 novembre 1909) (10 giugno 1940 - marzo 1941)